# Sprinter

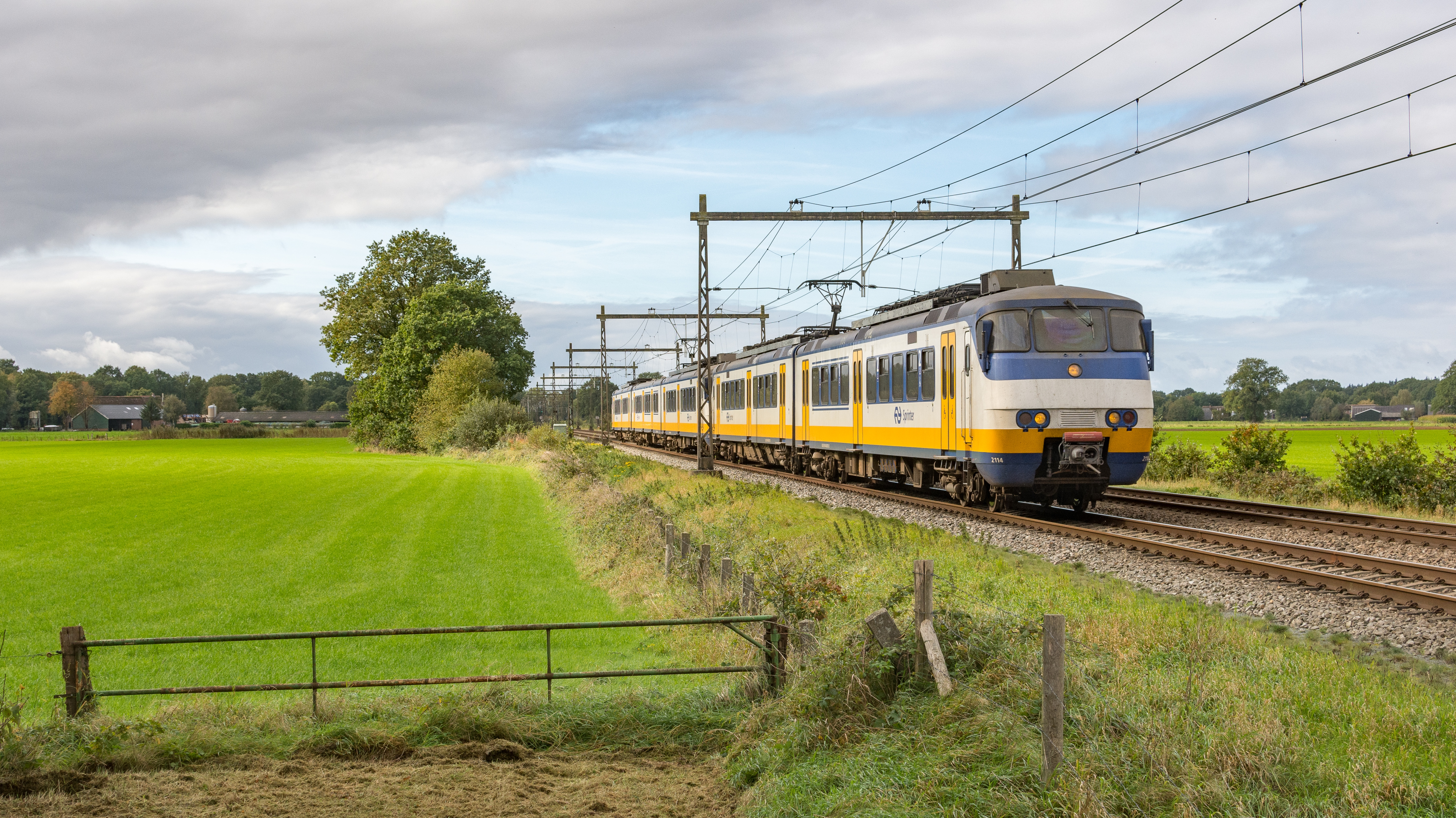
SGMm sorozatú motorvonat Hollandiában, mint Sprinter járat

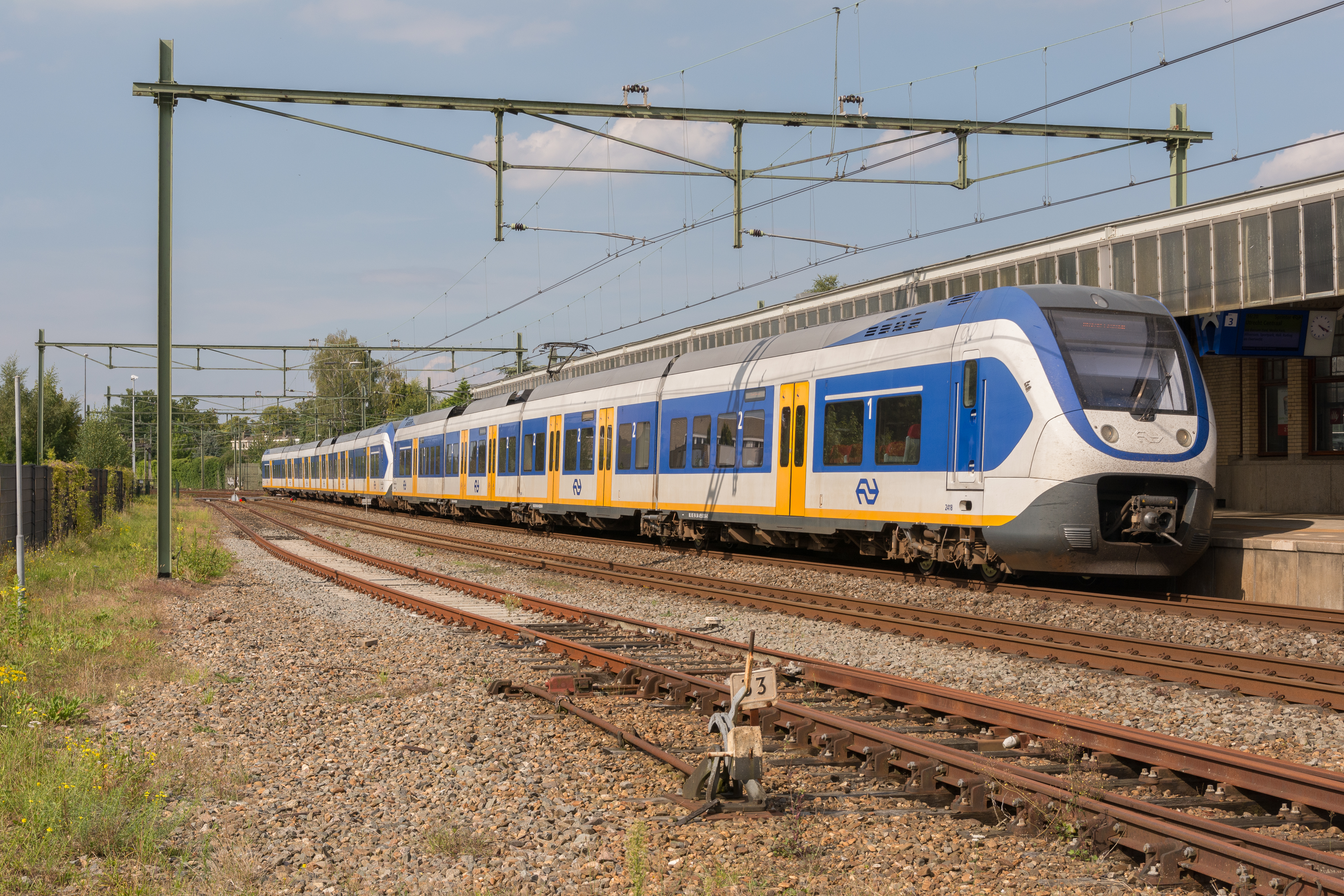
Sprinter Utrechtállomáson

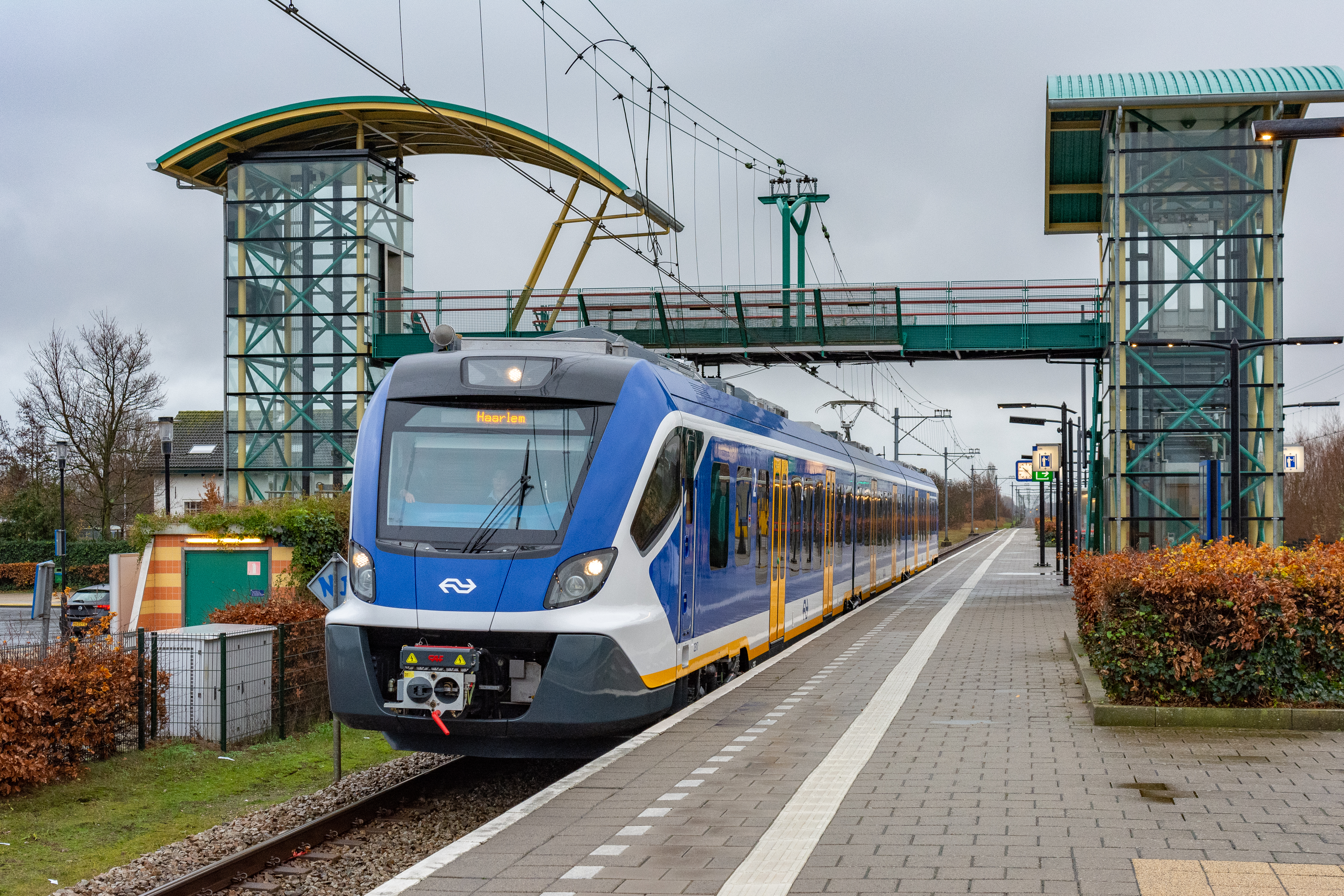

A Sprinter egy holland vonatkategória. Azok a vasúti járatok tartoznak ebbe a kategóriába, melyek minden állomáson és megállóhelyen megállnak. Magyar megfelelője a személyvonat.

## Jellemzői
A Sprinter vonatok külseje kék-fehér színű. Rövid távolságokon közlekednek és mindenhol megállnak. A Sprintereket Hollandiában a vonattal utazók 48 százaléka használja útja legalább egy részében.
A Sprinter járatok kivétel nélkül motorvonatok.

## Története
A Sprinter márkanevet az Nederlandse Spoorwegen állami vasúttársaság először 2003-ban használta a regionális vonatokra, az évek óta használt a Stoptrein kifejezés helyett. Azóta a Stoptrein nevet csak más vasúttársaságok használják, például az Arriva. 2012 óta az NS az expressz vonatoknál az Intercity kifejezést használja, a regionális vonatokat pedig Sprinternek nevezik. A Sprinter kategóriájú vonatok általában úgynevezett Sprinter szerelvényekből állnak. Ide tartoznak az SGMm (1975–1979, 1979–1984; 2003–2006, 2008–2009), DDM 1 (1984–1986; 2016), DDAR (1991–1998; 2014–2015) sorozatok és Stadler Flirt (2015–2017). 2017 óta fokozatosan üzembe helyezik az SNG sorozat 206 vonatát, amelyeket a spanyol CAF gyárt.

## Berendezés
Az összes Sprinter vonaton az alábbi szolgáltatásokat vehetjük igénybe:
- két kocsiosztály;
- kerékpár tárolók a felszállóajtók közelében;
- kijelölt terület a mozgáskorlátozottak részére;
- utastájékoztató rendszerek;
- Wi-Fi az újabb vonatokban (2017-től);
- WC (részben akadálymentesített)